# Tackley
Tackley es una localidad situada en el condado de Oxfordshire, en Inglaterra (Reino Unido). Según el censo de 2011, tiene una población de 877 habitantes.
Está ubicada al noroeste de la región Sudeste de Inglaterra, cerca de la frontera con las regiones Midlands del Este y Midlands del Oeste, de la ciudad de Oxford —la capital del condado— y del río Támesis, y al noroeste de Londres.